# Hemignathus upupirostris
Hemignathus upupirostris (Syn.: Akialoa upupirostris) ist eine ausgestorbene Vogelart aus der Gattung Hemignathus innerhalb der Tribus der Kleidervögel. Das Artepitheton leitet sich von der konvergenten Ähnlichkeit mit dem Unterschnabel eines Wiedehopfes (Upupa epops) ab.
Hemignathus upupirostris war zunächst nur durch subfossiles Knochenmaterial bekannt geworden, das aus einem Unterkiefer mit fehlenden Gelenkenden sowie aus zwei Unterkiefersymphysefragmenten besteht. Die Typuslokalitäten, in denen das Material 1976 gefunden wurde, sind die Makawehi Dunes auf Kauaʻi und Barbers Point auf Oʻahu. In der Folgezeit wurde in der Mahaʻulepu Cave auf Kauai ein Schädel mit einem Oberkiefer und einem beschädigten Gaumenknochen zu Tage gefördert. Das Alter der Knochen wird auf über 6000 Jahre geschätzt.
Eine unbeschriebene Art, die in der Schnabelmorphologie Ähnlichkeiten mit Hemignathus upupirostris aufweist, ist von einem beschädigten Unterkiefer von der Insel Maui bekannt.

## Merkmale
Hemignathus upupirostris hat einen sehr langen, dünnen und abwärts gekrümmten Unterkiefer, der Ähnlichkeiten mit den Unterkiefern der neuzeitlich ausgestorbenen Akialoaarten von Oʻahu, Kauaʻi, Lanaʻi und Hawaiʻi aufweist. Von allen anderen Kleidervögeln unterscheidet sich Hemignathus upupirostris durch das Fehlen einer Zungenmulde in der Unterkiefersymphyse. Dies deutet vermutlich auf eine kürzere Zunge hin.